# Plecia clavifemur
Plecia clavifemur är en tvåvingeart som beskrevs av Skartveit 2009. Plecia clavifemur ingår i släktet Plecia och familjen hårmyggor. Inga underarter finns listade i Catalogue of Life.